# Deomyinae
Deomyinae är en underfamilj i familjen råttdjur (Muridae) med omkring 55 arter fördelade på fyra släkten.
Arterna liknar i stort sett medlemmarna i underfamiljen möss (Murinae) och når en kroppslängd mellan 7 och 18 centimeter (utan svans). De flesta arterna har en lång och tät päls. Pälsens färg varierar mellan gulaktig, rödbrun och gråsvart. Några arter har ett slags taggar på ryggen. Andra morfologiska gemensamheter är inte kända.
Deomyinae förekommer i Afrika, i Asien fram till Pakistan samt i Medelhavet på Cypern och Kreta. De lever i olika habitat som fuktiga skogar eller ökenområden.
De flesta arterna vistas på marken. Beroende på art är de aktiva på dagen, på natten eller under gryningen. Ovanlig för gnagare är arternas föda. De livnär sig ofta av insekter eller till och med mindre ryggradsdjur, men växter ingår hos flera arter i födan.
Underfamiljen delas i fyra släkten.
- Deomys ferrugineus
- Taggmöss (Acomys), cirka 20 arter.
- Borstpälsade möss (Lophuromys), cirka 35 arter.
- Uranomys ruddi

Att de tre sistnämnda grupperna är släkt med varandra är känt sedan länge men numera räknas även Deomys ferrugineus till underfamiljen. Arten listades tidigare till underfamiljen trädmöss (Dendromurinae). Släktskapet upptäcktes efter molekylärgenetiska undersökningar.